# SOFIA
Стратосферна обсерваторія інфрачервоної астрономії (англ. Stratospheric Observatory for Infrared Astronomy, SOFIA) — спільна програма НАСА (США) і Німецького аерокосмічного центру (нім. Deutsches Zentrum für Luft- und Raumfahrt, DLR). Основним приладом програми є інфрачервоний телескоп рефлектор з ефективним діаметром 2,5 м, встановлений на літаку Boeing 747SP (модифікація Boeing 747 для тривалих перельотів). Польоти на висотах 12—14 кілометрів (38 000—45 000 футів, у стратосфері) дозволяють проводити спостереження в інфрачервоному діапазоні, оскільки атмосфера на такій висоті достатньо прозора в інфрачервоному діапазоні завдяки дуже малій концентрації водяної пари.
Під час 10-годинних нічних польотів телескоп веде спостереження космічних магнітних полів, областей зореутворення, комет, галактичних туманностей та центральної ділянки нашої галактики.
Обсерваторія також застосовується як тестовий майданчик для обладнання, що має встановлюватися на космічних апаратах.